# Ilse Pagé
Ilse Pagé (* 29. Mai 1939 in Berlin als Ilse Hinniger; † 19. Juni 2017 ebenda) war eine deutsche Schauspielerin und Synchronsprecherin.

## Leben
Die gebürtige Ilse Hinniger verbrachte ihre Kindheit und Jugend in Berlin und Worpswede. Sie erhielt nach ihrem Mittelschulabschluss privaten Schauspielunterricht bei Maria Bordat in Ost-Berlin und besuchte die Max-Reinhardt-Schule für Schauspiel in West-Berlin. Ihre erste Filmrolle, durchgesetzt gegen 1000 Mitbewerberinnen, war die Hauptrolle im DEFA-Film Berlin – Ecke Schönhauser… (1957). Die Gage lag bei 5000 DM-West. Als Theaterschauspielerin war sie von 1959 bis 1966 am Berliner Schillertheater unter Boleslaw Barlog engagiert. Im Rahmen von Stückverträgen trat sie in Berlin am Theater am Kurfürstendamm und am Renaissance-Theater, in München an der Kleinen Komödie, ferner an der Komödie Düsseldorf, am Fritz Rémond Theater in Frankfurt am Main und am Schauspielhaus Zürich auf.
Helmut Käutner setzte sie als Filmschauspielerin nacheinander in Schwarzer Kies (1961), Der Traum von Lieschen Müller (1961), Das Haus in Montevideo (1963) und Lausbubengeschichten (1964) ein. Weitere Rollenangebote gab es für Liebe will gelernt sein (1963) von Kurt Hoffmann und Ganovenehre (1966) von Wolfgang Staudte. Zudem wirkte sie in den 1960er Jahren in Komödien und Schlagerfilmen mit, regelmäßig auch in den Edgar-Wallace-Filmen als mit ihrem Chef „Sir John“ flirtende Sekretärin. In Volker Schlöndorffs mit einem Oscar ausgezeichneter Literaturverfilmung Die Blechtrommel spielte sie 1979 die Rolle der „Gretchen Scheffler“. Für ihre darstellerische Leistung als herrische Ehefrau Völpel in der Filmbiografie Engel aus Eisen von Thomas Brasch erhielt sie 1981 das Filmband in Gold. Ilse Pagé wirkte daneben auch in zahlreichen Fernsehproduktionen mit, darunter die Serien Luftsprünge, John Klings Abenteuer und Percy Stuart. 
Als Synchronsprecherin lieh sie unter anderem Gene Tierney (Neusynchronisation von Laura), Jill St. John (z. B. in Der Ladenhüter oder Wenn mein Schlafzimmer sprechen könnte), Karen Black (Der Tag der Heuschrecke), Marie Versini (Winnetou) und Grace Lee Whitney (Raumschiff Enterprise) ihre Stimme.
Ilse Pagé starb im Alter von 78 Jahren und wurde am 19. Juli 2017 anonym auf der Wiese Feld 31 des Berliner Waldfriedhofs Zehlendorf beigesetzt.

## Filmografie

### Kinofilme
- 1957: Berlin – Ecke Schönhauser…
- 1959: Arzt aus Leidenschaft
- 1960: … und noch frech dazu!
- 1961: Und sowas nennt sich Leben
- 1961: Schwarzer Kies
- 1961: Davon träumen alle Mädchen
- 1961: Der Traum von Lieschen Müller
- 1963: Liebe will gelernt sein
- 1963: Das Haus in Montevideo
- 1964: Lausbubengeschichten
- 1966: Um null Uhr schnappt die Falle zu
- 1966: Ganovenehre
- 1966: Der Bucklige von Soho
- 1967: Die blaue Hand
- 1967: Der Mönch mit der Peitsche
- 1967: 48 Stunden bis Acapulco
- 1968: Der Hund von Blackwood Castle
- 1968: Im Banne des Unheimlichen
- 1968: Der Gorilla von Soho
- 1969: Engelchen macht weiter – hoppe, hoppe Reiter
- 1969: Der Mann mit dem Glasauge
- 1969: Helgalein
- 1971: Hurra, wir sind mal wieder Junggesellen!
- 1979: Die Blechtrommel
- 1980: Warum die UFOs unseren Salat klauen
- 1981: Engel aus Eisen
- 1982: Domino
- 1983: Die Spider Murphy Gang
- 1988: Der Commander
- 1990: Bei mir liegen Sie richtig
- 1992: Die Lok

### Fernsehfilme
- 1959: Mond über dem Fjord
- 1959: Blühende Träume
- 1961: Die Pariser Komödie
- 1963: Die Mondvögel
- 1963: Die Unzufriedenen
- 1963: Krach im Hinterhaus
- 1964: Der Doktor
- 1966: Leben wie die Fürsten
- 1966: Wie lernt man Mädchen kennen...?
- 1967: Valentin Katajews chirurgische Eingriffe in das Seelenleben des Dr. Igor Igorowitsch
- 1968: Johannes durch den Wald
- 1968: Kirschen für Rom
- 1969: Kellerassel
- 1969: Asternplatz 10 Uhr 6
- 1969: Rivalen
- 1970: Kudammgeschichten
- 1971: Wie man Wünsche beim Schwanz packt
- 1972: Die seltsamen Abenteuer des geheimen Kanzleisekretärs Tusmann
- 1972: Federlesen – Bilder aus dem Leben eines Einfallsreichen
- 1973: Vom Hackepeter und der kalten Mamsell
- 1973: Alle lieben Célimare
- 1977: Haben Sie nichts zu verzollen?
- 1977: Der Heiligenschein
- 1980: Bühne frei für Kolowitz
- 1980: Kein Geld für einen Toten
- 1980: Mein Gott, Willi!
- 1983: Nachruf auf Othello
- 1983: Die Beine des Elefanten
- 1987: Komplizinnen
- 1988: Trouble im Penthouse
- 1993: Im Himmel hört dich niemand weinen

### Fernsehserien
- 1967: Ein Fall für Titus Bunge (1 Folge)
- 1969: Der Staudamm (1 Folge)
- 1970: John Klings Abenteuer (1 Folge)
- 1970: Luftsprünge (1 Folge)
- 1972: Berlin, Keithstraße 30 (13 Folgen)
- 1975: Derrick (1 Folge)
- 1975–1976: Unter einem Dach (7 Folgen)
- 1977: Polizeiinspektion 1 (1 Folge)
- 1978: Magere Zeiten (11 Folgen)
- 1979: Zwei Mann um einen Herd (4 Folgen)
- 1979: St. Pauli-Landungsbrücken (1 Folge)
- 1982: Die unsterblichen Methoden des Franz Josef Wanninger (1 Folge)
- 1983: Drei Damen vom Grill (1 Folge)
- 1984: So lebten sie alle Tage (1 Folge)
- 1985: Alte Gauner (1 Folge)
- 1986: Berliner Weiße mit Schuß (1 Folge)
- 1986: Die Nervensäge (2 Folgen)
- 1988: Die Schwarzwaldklinik (2 Folgen)
- 1988: Liebling Kreuzberg (1 Folge)
- 1989: Hessische Geschichten (1 Folge)
- 1989: Praxis Bülowbogen (1 Folge)
- 1989: Ein Heim für Tiere (1 Folge)
- 1990: Hotel Paradies (5 Folgen)
- 1993: Unser Lehrer Doktor Specht (1 Folge)